# Ramón Jiménez-Gaona
Ramón Jiménez-Gaona Arellano (10 settembre 1969) è un ex discobolo e politico paraguaiano.
Jiménez-Gaona ha debuttato internazionalmente nel 1986 ad Atene ai Mondiali juniores. Nel 1988 ha partecipato alla sua prima edizione dei Giochi olimpici a Seul 1988, successivamente ha preso parte ancora alle edizioni di Barcellona 1992 e di Atlanta 1996, occasione in cui è stato portabandiera della delegazione nazionale. Ha vinto due titoli continentali ai Campionati sudamericani.
Nel 1997, concordemente alla fine della sua carriera sportiva, termina anche gli studi in Economia svolti presso l'Università della California - Berkeley. Nel 2013 è stato eletto Ministro de Obras Públicas y Comunicaciones nel governo di Horacio Cartes, in carica dal 2013 al 2018.

## Palmarès
| Anno | Manifestazione             | Sede          | Evento           | Risultato | Prestazione | Note |
| ---- | -------------------------- | ------------- | ---------------- | --------- | ----------- | ---- |
| 1986 | Mondiali juniores          | Atene         | Lancio del disco | 23º (q)   | 43,42 m     |      |
| 1986 | Mondiali juniores          | Atene         | Getto del peso   | 17º (q)   | 13,71 m     |      |
| 1988 | Mondiali juniores          | Sudbury       | Lancio del disco | 12º       | 45,46 m     |      |
| 1988 | Mondiali juniores          | Sudbury       | Getto del peso   | 16º (q)   | 14,73 m     |      |
| 1988 | Giochi olimpici            | Seul          | Lancio del disco | 24º (q)   | 50,90 m     |      |
| 1990 | Campionati ibero-americani | Manaus        | Lancio del disco | Bronzo    | 56,38 m     |      |
| 1991 | Mondiali                   | Tokyo         | Lancio del disco | 21º (q)   | 60,02 m     |      |
| 1992 | Campionati ibero-americani | Siviglia      | Lancio del disco | 4º        | 59,78 m     |      |
| 1992 | Giochi olimpici            | Barcellona    | Lancio del disco | 16º (q)   | 59,78 m     |      |
| 1993 | Universiadi                | Buffalo       | Lancio del disco | 4º        | 61,40 m     |      |
| 1993 | Campionati sudamericani    | Lima          | Lancio del disco | Oro       | 59,46 m     |      |
| 1993 | Mondiali                   | Stoccarda     | Lancio del disco | 15º (q)   | 60,50 m     |      |
| 1994 | Campionati ibero-americani | Mar del Plata | Lancio del disco | Oro       | 60,42 m     |      |
| 1995 | Giochi panamericani        | Mar del Plata | Lancio del disco | 4º        | 59,56 m     |      |
| 1995 | Mondiali                   | Göteborg      | Lancio del disco | 18º (q)   | 59,26 m     |      |
| 1996 | Giochi olimpici            | Atlanta       | Lancio del disco | 16º (q)   | 61,36 m     |      |
| 1997 | Campionati sudamericani    | Mar del Plata | Lancio del disco | Oro       | 57,32 m     |      |
| 1997 | Mondiali                   | Atene         | Lancio del disco | 38º (q)   | 52,96 m     |      |